# 霧賀ユキ
霧賀 ユキ（きりが ユキ）は、日本の漫画家。別名義に「きりがユキ」がある。

## 画風・略歴
女子美術大学卒業。かつては『アニメディア』（学習研究社）に投稿していた。
商業活動もパロディ（メディアミックス）中心で、特に『電撃G's magazine』（アスキー・メディアワークス）では読者参加企画用のちびキャラ作画を『シスター・プリンセス』から現在連載中の『Baby Princess』まで長期・複数作品にわたって手がけている。
近年はオリジナル作品も執筆している。ボーイズラブを題材とした作品では、「きりがユキ」名義で活動している。

## 作品リスト

### 漫画作品
- がんばれスイートシュガーちゃん（『月刊少年ギャグ王』1998年12月号 - 1999年4月号）
- 魔界の森のオペレッタ（『ドラゴンマガジン』2000年1月号）
- でじこ★あどべんちゃー（『月刊ドラゴンジュニア』2000年2月号 - 2002年7月号）[1]
- てんしのはねとアクマのシッポ（『月刊Gファンタジー』2002年4月号 - 2003年4月号）
- ドウブツゾウちゃん（『電撃G's magazine』2002年7月号 - 2005年4月号）
- でじこ★あらもーど（『月刊ドラゴンジュニア』2002年8月号 - 2003年4月号）
- タイトル不明（『百合天国〜Girls Heaven〜』Vol.2）
- ボク×ネコ？（『月刊Asuka』2005年3月号、2006年1月号・6月号 - 8月号）
- ハニカミ The4コマ（『電撃G's magazine』2007年4月号 - 2008年3月号、『電撃G's Festival! COMIC』Vol.1 - 6）
- ぷみ日記（『電撃G's Festival! COMIC』Vol.1 - 10）
- オマエはオレの王子様（『CIEL』2008年9月号 - 2010年3月号）[2]
- ぷみこのわくわく編集日記（『電撃G's Festival! COMIC』Vol.11 - 25）
- 星座男子（『ARIA』2010年9月号 - 2011年9月号）

### 読者参加企画
- シスター・プリンセス（『電撃G's magazine』1999年 - 2003年）SDイラスト、ショートコミック、関連グッズデザイン
- HAPPY★LESSON（『電撃G's magazine』1999年 - 2002年）SDイラスト、ショートコミック、関連グッズデザイン
- Strawberry Panic!（『電撃G's magazine』2003年 - 2005年）SDイラスト、ショートコミック
- Baby Princess（『電撃G's magazine』2007年 - 2011年）SDイラスト、ショートコミック、公式ブログイラスト

### その他
- Moesta!（読者投稿コーナー、『電撃G's magazine』時期不明）